# Martowo
Martowo – dawny folwark na Białorusi, w obwodzie grodzieńskim, w rejonie grodzieńskim, w sielsowiecie Kwasówka. Leżał 2,5 km na południowy wschód od Świsłoczy, tuż na wschód od Brakowa. Obecnie znajduje się tu jeden budynek.
W latach 1921–1939 ówczesny folwark należał do gminy Łasza, powiatu grodzieńskiego w ówczesnym województwie białostockim. Miejscowość należała do parafii prawosławnej w Indurze i rzymskokatolickiej w Zaniewiczach. Podlegała pod Sąd Grodzki w Indurze i Okręgowy w Grodnie; właściwy urząd pocztowy mieścił się w Kwasówce. 16 października 1933 utworzył gromadę Martowo w gminie Łasza. 
W wyniku napaści ZSRR na Polskę we wrześniu 1939 miejscowość znalazła się pod okupacją sowiecką. 2 listopada została włączona do Białoruskiej SRR. 4 grudnia 1939 włączona do nowo utworzonego obwodu białostockiego. Od czerwca 1941 roku pod okupacją niemiecką. 22 lipca 1941 r. włączona w skład okręgu białostockiego III Rzeszy. W 1944 miejscowość została ponownie zajęta przez wojska sowieckie i włączona do obwodu grodzieńskiego Białoruskiej SRR w ZSRR.
Od 1991 r. w składzie niepodległej Białorusi.